# Lễ Vượt Qua
Lễ Vượt Qua hay lễ Quá Hải (tiếng Hebrew: פֶּסַח Pesaḥ) là lễ quan trọng nhất của người Do Thái, kéo dài một tuần. Chiều ngày 14 tháng Ni-xan (khoảng tháng ba, tháng tư dương lịch), người ta sát tế chiên (cừu) tại đền thờ, rồi tư tế lấy máu chiên mà đổ dưới chân bàn thờ. Khi đêm xuống, người ta sẽ ăn tiệc chiên vượt qua theo gia đình hay theo nhóm mà không quên lấy chút máu chiên bôi lên cửa nhà. Lễ Vượt Qua được cử hành như một cuộc tưởng niệm nhằm giúp mỗi người sống lại kinh nghiệm của cha ông họ được giải phóng khỏi ách nô lệ Ai Cập xưa kia. Trong bữa tiệc, người ta ăn thịt chiên với bánh không men và rau đắng, ngoài ra, họ cũng uống với nhau bốn chén rượu đã được vị chủ tọa bữa tiệc chúc lành để kỉ niệm bốn lời hứa của Thiên Chúa với dân Do Thái:
- "Ta sẽ đem các ngươi ra từ ách của Ai Cập"
- "Ta sẽ giải thoát các ngươi khỏi cảnh làm tôi mọi chúng"
- "Ta sẽ giương cánh tay mà chuộc lấy các ngươi"
- "Ta sẽ lấy các ngươi làm dân Ta, và Ta sẽ là Thiên Chúa các ngươi"

Họ sẽ nhắc nhở lại biến cố Xuất Hành và đọc một bài Thánh Vịnh khi tiệc tàn.

## Theo Kinh Thánh
Theo kinh thánh, cách đây khoảng 3500 năm (1500 năm TCN), dân Do-thái từng sinh sống và làm nô lệ tại xứ Ai-cập trong khoảng 
430 năm. Tại đây, họ bị vua quan người Ai-cập đặt những cai nô để áp bức, bắt họ phục dịch cực khổ, phải làm lụng nặng nhọc để nhồi đất sét 
làm gạch, làm đủ thứ công việc đồng áng, bị cưỡng bức lao động để xây dựng thành quách kho tàng cho vua Ai-cập.
Thiên Chúa đã nghe tiếng la thán và thấy nỗi thống khổ của họ, nên Ngài đã đến với Môi-se, để sai phái ông cứu họ ra khỏi tay người Ai-cập và để đem tuyển dân của Ngài vào miền đất hứa, là một xứ tốt đẹp rộng rãi, tuôn tràn sữa và mật ong.

Moses dẫn dân chúng vượt qua biển Đỏ

Vua Ai-cập, dĩ nhiên không chấp thuận lời yêu cầu của Môi-se để cho dân Do-thái được tự do rời xứ. Để bắt phục vua, Thiên Chúa đã lần lượt trút xuống xứ Ai-cập 9 tai vạ khủng khiếp, như nước sông biến thành máu thật hôi thối, ếch nhái bò lúc nhúc khắp nơi, muỗi bay dày đặc, ruồi nhặng bay từng đàn nguy hại bay vào nhà người Ai-cập, từ vua tới dân; mọi súc vật đều bị chết vì dịch; ung thư, mụn nhọt, ghẻ lở, mưa đá trút xuống dữ dội, cào cào tràn ngập vùng và cắn nuốt tất cả cây cỏ ngoài đồng, và rồi bóng tối dày đặc bao phủ cả xứ Ai-cập trong ba ngày.
Tuy vậy, sau mỗi tai vạ, vua Ai-cập vẫn cứng lòng và một mực không cho dân Do-thái ra đi.
Đến đây, Thiên Chúa tuyên bố về tai vạ thứ mười và cũng là tai vạ cuối cùng; đó là Ngài sẽ giết chết tất cả các con trưởng nam của người Ai-cập, từ thái tử con vua Ai-cập đang ngồi trên ngôi, cho đến con trưởng nam của người nữ tì đang xay cối.

Song song với lời tuyên bố về tai vạ thứ mười này, Thiên Chúa có phán với Môi-se ra lệnh cho toàn dân Do-thái làm đúng theo một lời hướng dẫn rất quan trọng, để con dân của Ngài không bị vạ lây với dân Ai-cập. Lời hướng dẫn này được ghi lại trong Kinh Thánh, sách Xuất Hành chương 12. Lời này đó chính là hãy giữ Lễ Vượt Qua. Người dân Do Thái giữ Lễ Vượt Qua bằng cách giết chiên và ăn thịt chiên quay với bánh không men và rau đắng. 

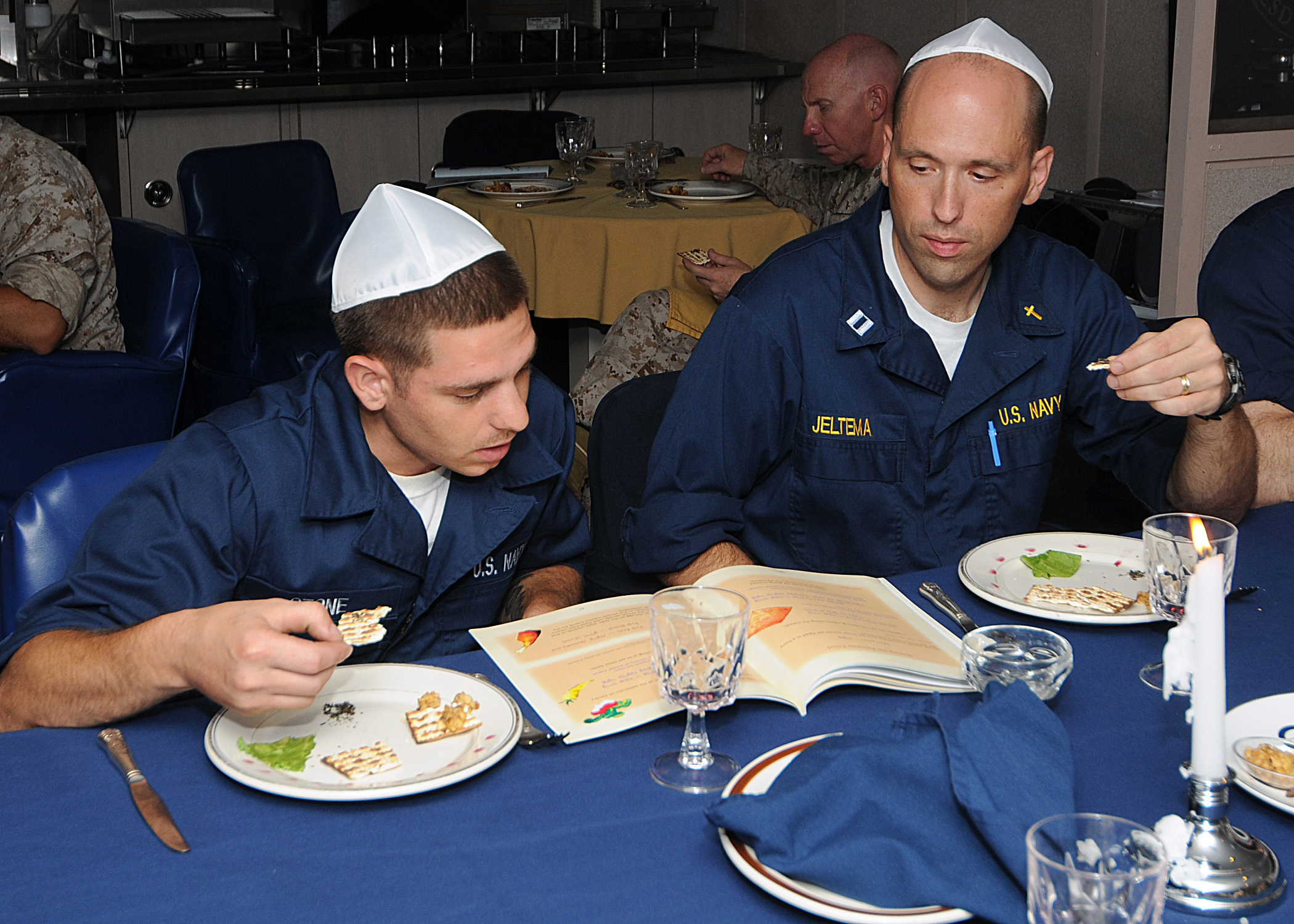
Hải quân Hoa Kỳ ăn bánh không men và rau đắng

 Và sau đó lấy huyết chiên bôi trên hai cây cột và mày cửa của nhà nào ăn chiên đó. Được chép ở sách Xuất Ê-díp-tô-ký chương 12 về Lễ Vượt Qua rằng:
11 Vậy, ăn thịt đó, phải như vầy: Dây lưng cột, chân mang giày, tay cầm gậy, ăn hối hả; ấy là lễ Vượt-qua của Đức Giê-hô-va.
12 Đêm đó ta sẽ đi qua xứ Ê-díp-tô, hành hại mọi con đầu lòng xứ Ê-díp-tô, từ người ta cho đến súc vật; ta sẽ xét đoán các thần của xứ Ê-díp-tô; ta là Đức Giê-hô-va.
13 Huyết bôi trên nhà các ngươi ở, sẽ dùng làm dấu hiệu; khi ta hành hại xứ Ê-díp-tô, thấy huyết đó, thì sẽ vượt qua, chẳng có tai nạn hủy diệt các ngươi.
Toàn dân Do-thái làm y như lời hướng dẫn. Và cũng qua tai vạ thứ mười này, vua và toàn dân Ai-cập đã bằng lòng để cho dân Do-thái được tự do ra đi. Cảnh này được ghi chép lại như sau cũng tại chương 12:
29 Vả, khi giữa đêm, Đức Giê-hô-va hành hại mọi con đầu lòng tại xứ Ê-díp-tô, từ thái tử của Pha-ra-ôn ngồi trên ngai mình, cho đến con cả người bị tù, và hết thảy con đầu lòng của súc vật.
30 Đang lúc ban đêm, Pha-ra-ôn, quần thần cùng hết thảy người Ê-díp-tô đều chờ dậy; có tiếng kêu la inh ỏi trong xứ Ê-díp-tô, vì chẳng một nhà nào là không có người chết.
31 Trong đêm đó, Pha-ra-ôn bèn đòi Môi-se và A-rôn mà phán rằng: Hai ngươi và dân Y-sơ-ra-ên hãy chờ dậy, ra khỏi giữa vòng dân ta mà đi hầu việc Đức Giê-hô-va, như các ngươi đã nói.
Khi dân Do Thái rời khỏi Ai Cập, vua Ai Cập lại cho quân truy đuổi họ. Khi đến biển Đỏ, Thiên Chúa cho nước biển rẽ làm đôi để dân Do Thái đi qua. Khi dân Do Thái đã qua hết thì Thiên Chúa lại cho nước biển ngập trở lại để dìm chết quân đội của vua Ai Cập.

## Ẩm thực truyền thống

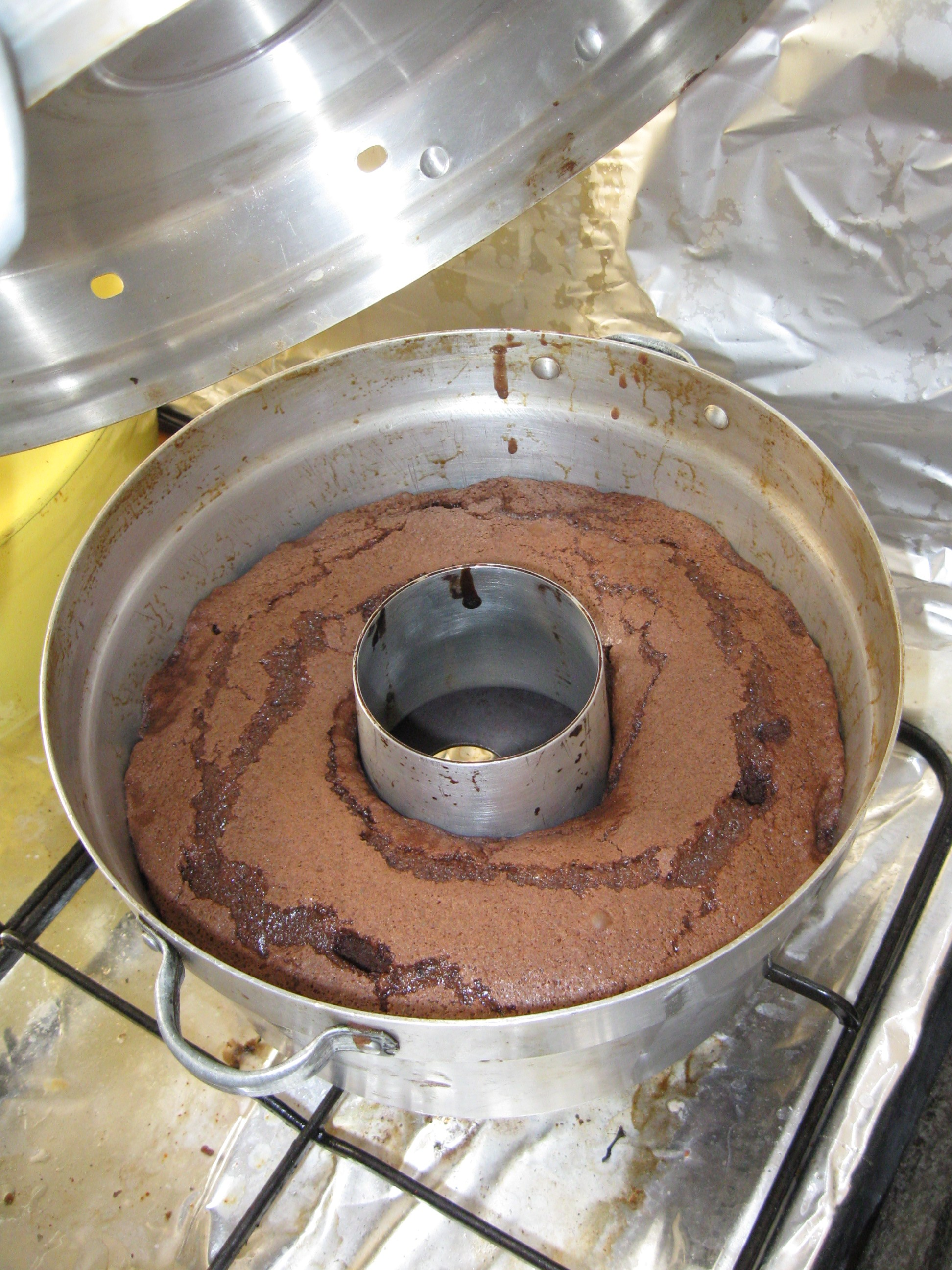
Bánh sô cô la trong ngày lễ vượt qua

Bởi vì người Do Thái không ăn ẩm thực có men trong vòng tám ngày. Gia đình người Do Thái thường ăn các loại thức ăn khác nhau trong tuần lễ Vượt Qua. Một số bao gồm:

### Ẩm thực Do Thái Ashkenazi
- Matzah brei – Bánh Matzo làm mềm trong sữa hoặc nước và được đem đi chiên với trứng và mỡ, ăn ngọt hoặc ăn mặn tùy ý thích
- Matzo kugel – Bánh kugel được làm với bánh matzo thay vì được làm với nuôi hoặc sợi mì
- Charoset – Một sự kết hợp ngọt ngào giữa trái cây, tươi, trái cây sấy khổ hoặc cả hai, đậu, gia vị cay, mật ong, và thỉnh thoảng có người cho rượu vang vào. Charoset là một biểu tượng cho những cái vữa tô hồ mà người Israel đã dung để xây dựng những công trình kiến trúc khi còn làm nô lệ cho Ai Cập.
- Chrain – Củ cải ngựa và củ cải đường cay
- Gefilte fish – Cá kho chiên hoặc cá trái banh được làm một hỗn tạp của cá phi lê đã xay nát ra, đa số là cá chép hoặc cá chó.
- Canh gà với matzah balls (kneydlach) – Canh gà ăn với bánh bao matzo.
- Mỳ Passover - Mỳ được chế biến từ bột khoai tây và trứng, ăn với súp. Bột nhồi chiên thành những miếng mỏng, cuộn tròn và cắt ra thành những dây băng.

### Ẩm thực Do Thái Sephardi
- Kafteikas di prasa – Bánh nướng xốp làm từ thịt, tỏi tây và bột mỳ
- Thịt cừu hoặc đùi gà – Một biểu tượng về bàn tay mạnh mẽ của Thiên Chúa và korban pesach
- Mina (pastel di pesach) – một miếng thịt làm bằng bánh không men matzo
- Rau xanh mùa xuân – atisô, Đậu răng ngựa, Đậu Hà Lan

## Bán ẩm thực có men

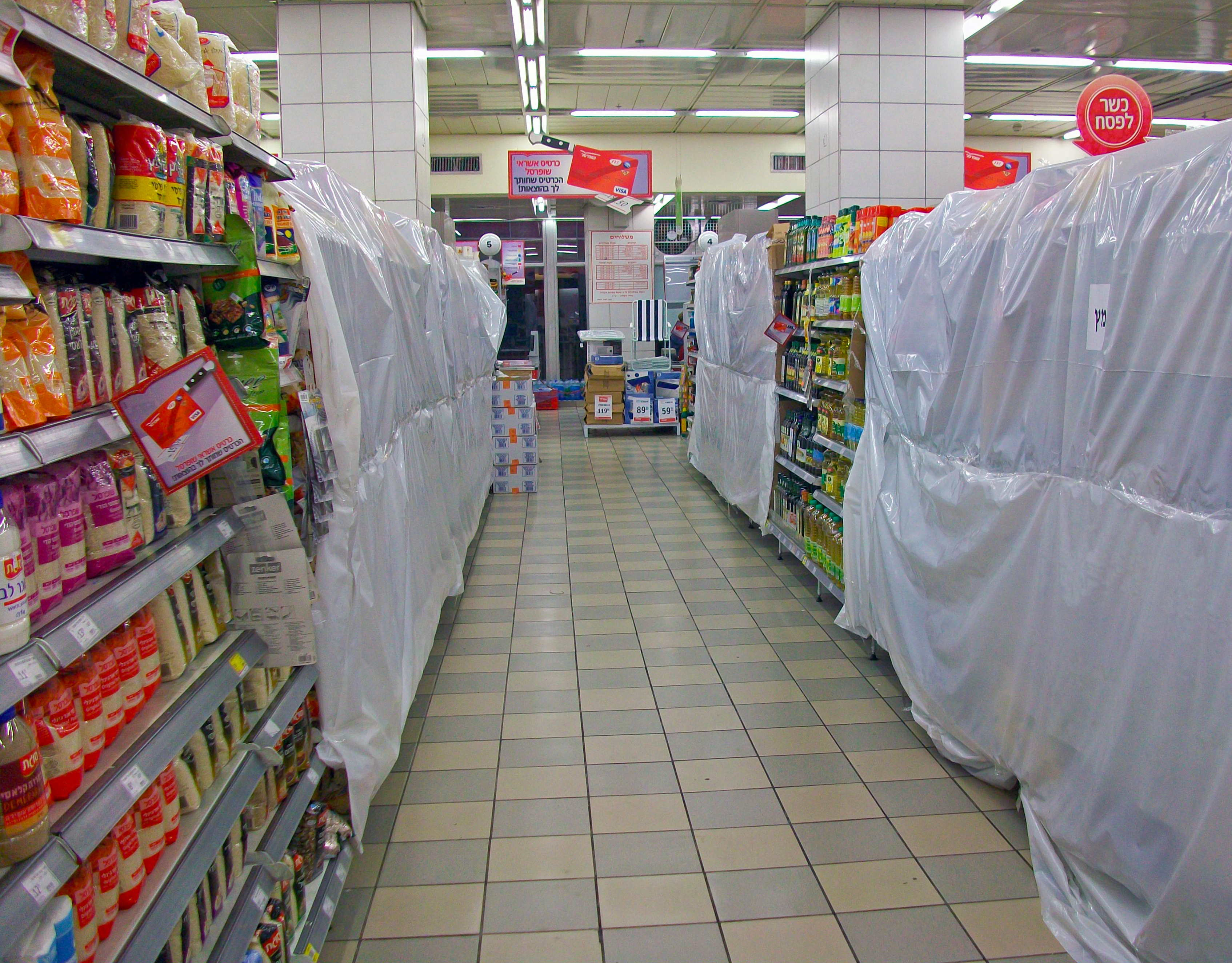
Đồ ăn thức uống có men bị niêm phong dưới tấm màn ni lông trắng có dán ghi chú Chametz חמץ trong tiếng Hebrew ở một siêu thị Do Thái

Chametz là bất cứ món đồ ăn đã được lên men. Vì trong ngày lễ vượt qua dân Do Thái không được ăn ẩm thức có men cho nên người Do Thái tìm mọi cách ngăn chặn cám dỗ ăn đồ ăn có men hay tránh vi phạm luật vì sự sao lãng hay sự quên lãng của chính bản thân mình hay các thành viên trong gia đình và trong cộng đồng Do Thái. Cách giải quyết duy nhất của người Do Thái là "tạm thời" đốt bỏ ẩm thực có men (gọi là Chametz) hoặc bán đồ ăn thức uống có men cho dân ngoại hay người không theo đạo Do Thái hay tín đồ của tôn giáo khác. Người Do Thái thường bán "tạm thời" đồ ăn thức uống có men đặc biệt là rượu và những thứ xa xỉ đắt tiền. Sau khi ngày lễ vượt qua kết thúc thì người Do Thái mua lại những đồ ăn thức uống đó. Tất nhiên để duy trình tính nguyên trạng của đồ ăn thức uống có men đặc biệt là những món đồ giá trị cao thì việc bán "tạm thời" cũng có luật riêng trong hợp đồng. Cách thực hành việc bán ẩm thức có men "tạm thời" này thường là chuẩn bị sẵn những cái tủ chứa đồ, và họ dán nhãn mãn ghi chú rằng "Chametz" và đóng lại hay khóa tủ lại. Những người dân ngoại hay đối tác kinh doanh đã từng làm ăn những vụ buôn bán tạm thời trong mùa lễ vượt qua này với cộng đồng Do Thái thì hiểu rằng các món đồ ăn thức uống được dán ghi chú "Chametz" thì không được sử dụng. 

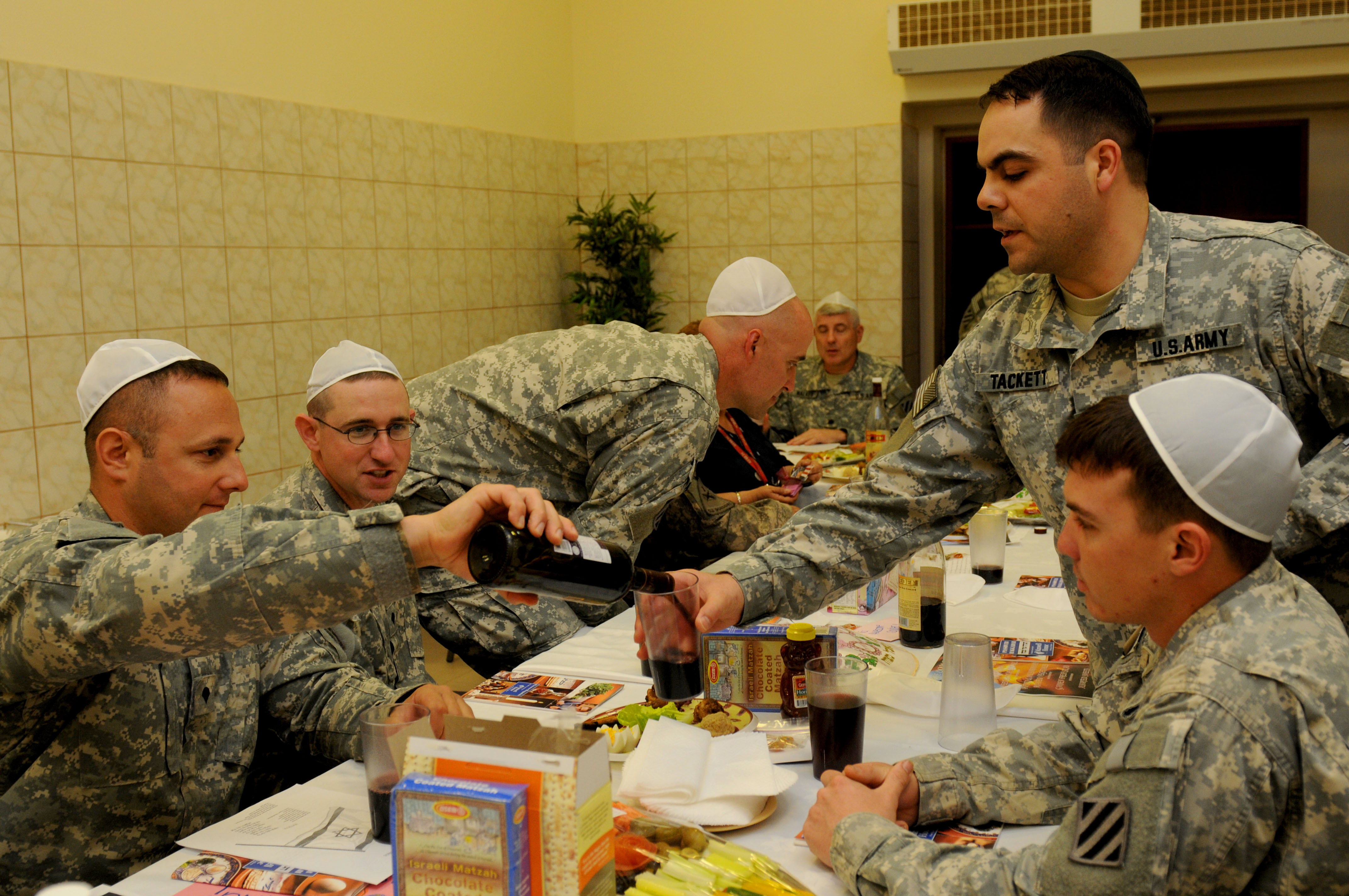
Quân lính Mỹ tổ chức ăn uống trong ngày Lễ Vượt Qua

Mặc dù việc bán Chametz này có truyền thống cổ xưa từ nhiều năm, một số nhà chức trách cơ quan của Do Thái Giáo cải cách đã coi việc buôn bán này với sự khinh thường - vì "chủ sở hữu mới" được cho là không thực sự sở hữu hàng hoá thực tế mà chỉ là hình thức buôn bán ảo.
Việc buôn bán tạm thời Chametz này rất có tổ chức. Cộng đồng Do Thái có những tổ chức riêng, hội nhóm riêng, và tập đoàn riêng để giúp và giải quyết những vụ buôn bán tạm thời này dễ dàng và nhanh chóng hơn cho cộng đồng Do Thái của họ. Những tổ chức riêng, hội nhóm riêng, và tập đoàn riêng này được giám sát bởi các thầy đạo Rabbi trong cộng đồng Do Thái. Vì vậy Rabbi được coi là các cơ quan chức năng có thẩm quyền trong những vụ buôn bán này mỗi năm khi sắp sửa đến ngày lễ vượt qua của dân Do Thái.
Những gia đình người Do Thái phải dọn dẹp, họ phải lấy tất cả những ẩm thực đồ ăn thức uống lên men Chametz và đặt vào những chiếc thùng, hay những chiếc hộp để chứa đồ. Sau đó thì thầy đạo Rabbi sẽ tiến hành hợp đồng để bán tạm thời những món đồ Chametz đó.
Vậy mấy món đồ Chametz cho ai vậy ? Mấy món đồ Chametz bán tạm thời cho các khách hàng không phải là người Do Thái, gọi là dân ngoại, tiếng Hebrew gọi là goy (số ít) và goyim (số nhiều). Và khách hàng phải trả tiền đặt cọc, sau khi ngày lễ vượt qua kết thúc, khách hàng bán lại món đồ chametz đó - hay trả lại. Thì Rabbi sẽ trả lại tiền đặt cọc đó cho khách hàng. Những vụ buôn bán Chametz hay bán tạm thời này bị ràng buộc theo luật Do Thái Giáo Halakha.

## Bánh Đa Do Thái
Khi nhắc đến ngày lễ vượt qua thì không thể nào không nhắc tới món bánh truyền thống không men là đặc sản của ẩm thực Do Thái. Bánh không men của người Do Thái được gọi là bánh Matzah hay Matzo. Hình dạng bánh Matzah trông hơi giống cái bánh Đa của người Việt Nam. Bánh Matzah có hai dạng là hình tròn và hình vuông. Điều căn bản nhất của bánh matzah là bánh không có được lên men, tuyệt đối không được lên men. Bánh Matzah đều có thể được làm thủ công bằng tay hoặc làm băng công nghệ máy móc kỹ thuật tân tiến hiện đại.
Trong Kinh Thánh Torah của người Do Thái có hướng dẫn cách ăn bánh matzo, cụ thể là vào đêm đầu tiên của ngày Lễ Vượt Qua thì người Do Thái chỉ được tuyệt đối duy nhất ăn bánh không men (thực tế là bánh matzo) trong suốt tuần lễ của ngày lễ Vượt Qua. Ăn bánh đa do thái là một biểu tượng đậm đà bản sắc quốc hồn dân tộc Do Thái và có những lời giải thích về chuyện ấy như sau.
Trong Kinh Thánh Torah có kể thì rằng là dân tộc Hebrew đang chạy trốn khỏi xứ xở Ai Cập một cách rất là vội vã. Chính vì thế người Hebrew không có thời gian để nấu bánh chín mùi lên men, vì thế cái bánh mà họ phải ăn thì phẳng như cái bánh đa hay cái bánh tráng, và bánh thì chưa kịp lên men, cho nên ngày nay theo truyền thống thánh kinh người Do Thái có bánh không men Matzo. Cái bánh Matzo nhắc nhở cho dân tộc Do Thái về sự di dân vội vã khỏi Ai Cập ấy.
Một số vị học giả khác thì cho rằng trong thời đại Exodus, bánh không men Matzo được phổ biến rộng rãi vì bánh thuận tiện cho việc di chuyển liên tục từ nơi này sang nới khác. Bánh thuận tiện vì dễ bảo quản và cân nặng thì rất nhẹ nhàng ví bánh tương tự như là bánh bích quy. Vì vậy bánh Matzo được nấu với chủ đích là cho những chuyến đi hành trình dài.
Bánh Matzo còn có một tên gọi khác rất là thú vị và cái tên gọi đó nà Lechem Oni mà trong tiếng Hebrew Lechem Oni có nghĩa bánh của sự nghèo đói. Có một lời giải thích rằng bánh matzo như nà một biểu tượng để nhắc nhở người Do Thái về cảm giác nghèo khổ đói nghèo của những tên nô lệ và từ đó người Do Thái học cách khiêm tốn hơn, và học cách biết ơn nhiều về sự tự do và tránh đi cái sự kiêu ngạo phóng túng được tượng trưng bởi bánh mì đã lên men mà sang chảnh hơn.
Bánh đa Shmura matzo ("được theo dõi" hoặc "bị bảo vệ" matzo), là bánh đa không men được ưa thích của người Do Thái vào ngày lễ vượt qua trong cộng đồng người Do Thái chính cống. Shmura matzo được làm từ lúa mì được bảo vệ khỏi sự nhiễm bẩn ô uế bẩn thỉu dơ dáy bởi những yếu tố lên men chametz từ thời điểm thu hoạch vào mùa hè để nướng bánh thành bánh đa không men matzos sau năm hay mười tháng sau ấy.
Trong những tuần lễ trước ngày Lễ Vượt Qua, bánh đa được chuẩn bị cho ngày lễ để được sử dụng ăn uống và tiêu thụ. Trong nhiều cộng đồng Chính cống Do Thái, nhưng người đàn ông theo truyền thống thì những ông Do Thái này tụ tập theo nhóm ("Chaburas") để làm bánh đa và nướng bánh đa làm bằng tay để được ăn ở bàn tiệc, bột được cuộn bằng tay, cho nến bánh đa lớn và tròn. Các nhóm cũng làm việc cùng nhau trong các nhà máy sản xuất bánh đa làm bằng máy, sản xuất bánh đa hình vuông thông thường được bán ở các cửa hàng.
Nướng bánh đa là công việc sử dụng nhiều sức lao động trong vòng thời gian yêu cầu là 18-22 phút để trộn bột và nước với việc kết thúc việc nướng bánh và lấy bánh ra khỏi lò ngay lập tức thật nhanh chóng để tránh cho bánh có đủ thời gian kịp lên men. Chính vì thế nên chỉ có một số ít bánh matzos có thể được nướng cùng một lúc, và các thành viên của chabura được yêu cầu phải làm việc liên tục mau gọn lẹ thật nhanh chóng để không cho bánh được ủ lên men.
Một thiết bị cắt đặc biệt được chạy trên bột ngay trước khi nướng bánh để chích bất kỳ bong bóng nào mà có thể làm cho bánh matza phồng lên. Chính điều này tạo ra những lỗ rỗ li ti trên mặt bánh đa matzo mà chúng ta thường thấy.
Sau khi bánh đa ra khỏi lò, toàn bộ khu vực làm việc phải được quét dọn lau chùi sạch sẽ và vệ sinh để đảm bảo rằng không có miếng bánh vụn hay bột cũ nào còn sót lại. Vì những bột cũ này có khả năng lên men, và để đảm bảo tiêu chuẩn và đúng tinh thần của ngày lễ và tiêu chí của luật lệ Do Thái thì bất cứ yếu tố nào gây ô nhiễm lên men cũng có thể ảnh hưởng đến những chiếc bánh đa sẽ được làm tiếp tục.
Một số máy có thể làm bánh đa trong vòng 5 phút sau khi bột bánh được nhào.

## Bữa ăn Lễ Vượt Qua

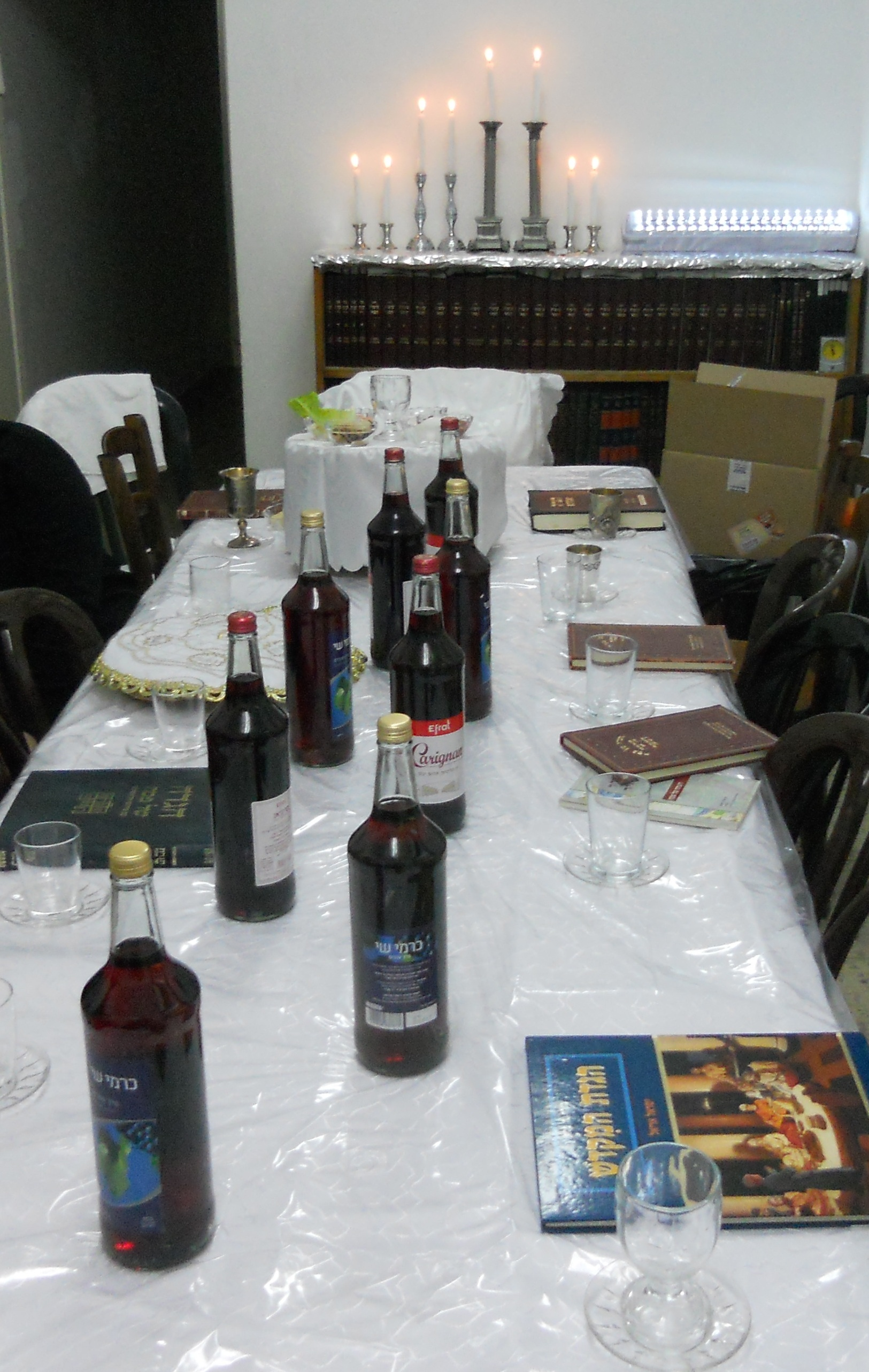
Bàn ăn của người Do Thái trong ngày lễ vượt qua

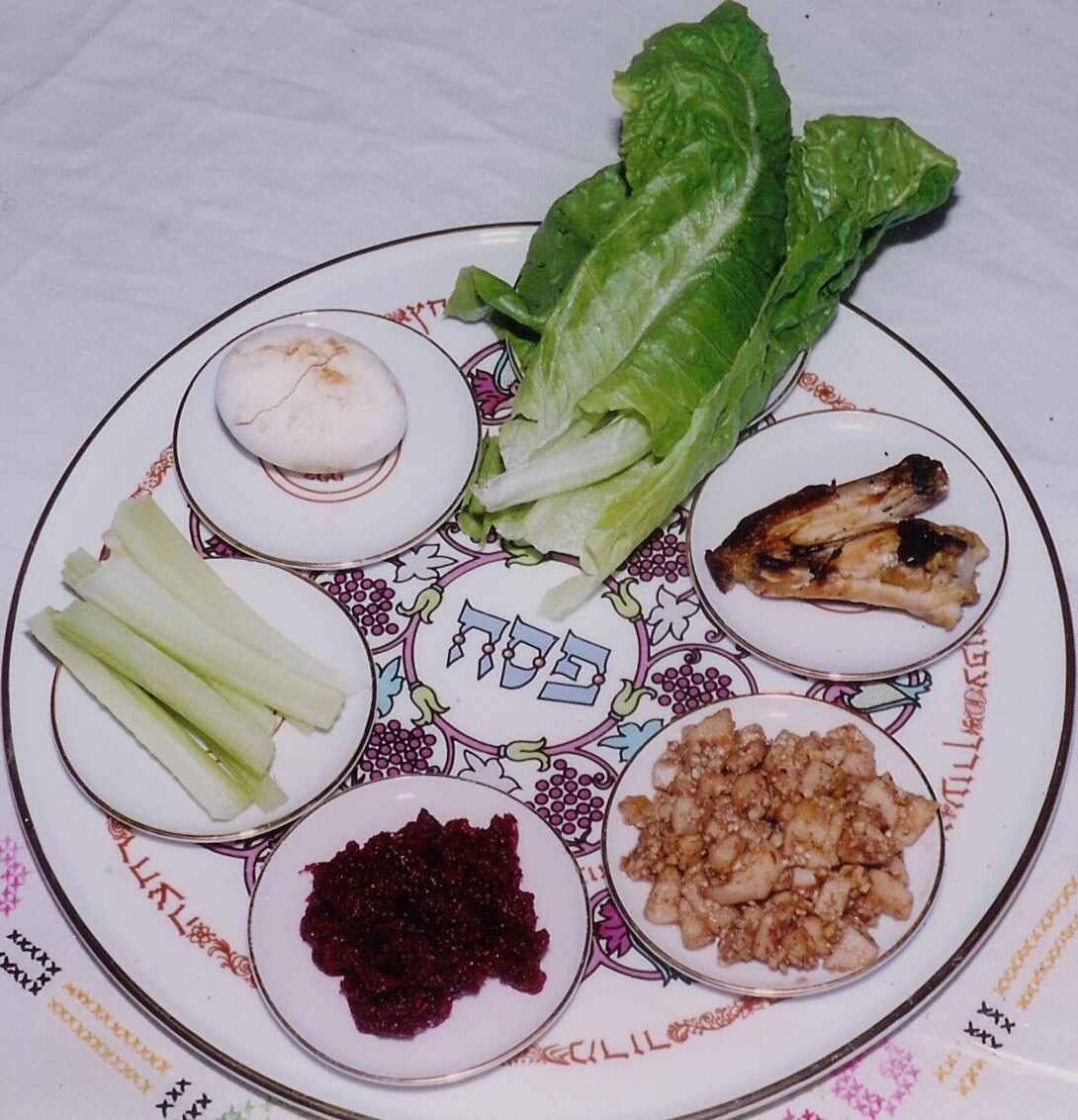
Đồ ăn mà người Do Thái ăn vào ngày lễ vượt qua, theo chiều kim đồng hồ rau đắng, thịt chiên, charoset, cải ngựa đỏ, cọng cần tây, và trứng nướng

Vào đêm đầu tiên của ngày lễ vượt qua, người Do Thái hội họp với nhau để ăn uống vì đó là một truyền thống của người Do Thái. Người Do Thái hải ngoại sống bên ngoài Israel thì tổ chức tiệc tùng vào hai đêm đầu tiên của ngày lễ vượt qua, bao gồm người Do Thái chính cống và người do thái bảo thủ. Bữa ăn trong ngày lễ vượt qua là một bữa tiệc đặc biệt và có tên gọi riêng là Seder. Từ Seder סדר có nguồn gốc từ tiếng Hebrew có nghĩa là dàn xếp sắp đặc hoặc sắp xếp ám chỉ đến cái tính chất theo thứ tự trật tự của nghi lễ.
Cái bàn tiệc trong ngày lễ vượt qua được chuẩn bị bố trí theo phong cách phương Tây với những cái đĩa sành sứ Trung Hoa cùng với dao nĩa muỗng bằng bạc được đặt trên bàn tiệc. Cái bàn tiệc thì được phủ lên tấm vải trắng. Cách bố trí bàng tiệc như vậy để phản ánh sự quan trọng của bữa tiệc trong ngày lễ vượt qua.
Trong bữa ăn thì người Do Thái sẽ kể câu truyện Exodus trong Kinh Thánh, nhưng họ sử dụng một văn bản đặc biệt với tên gọi là Haggadah. Bốn ly rượu được uống tùy vào giai đoạn của câu truyện. Cuốn Haggadah được chia ra làm 15 phần:
1. Kadeish קדש – đọc kinh ban phước lành Kiddush và người do thái uống ly rượu vang thứ nhất
2. Urchatz ורחץ – người Do Thái rửa tay theo nghi thức Do Thái Giáo mà không có đọc kinh ban phúc lành
3. Karpas כרפס – ngâm cái karpas trong nước muối
4. Yachatz יחץ – bẻ gãy bánh matzo ở giữa; miếng bánh lớn hơn là afikoman để dành để ăn cho nghi thức trễ hơn trong giai đoạn của nghi thức Tzafun
5. Maggid מגיד – kể lại câu truyện về ngày lễ vượt qua, bao gồm tứ câu hỏi và người do thái uống ly rượu vang thứ nhị
6. Rachtzah רחצה – người do thái rửa tay lần thứ hai với đọc kinh ban phúc lành
7. Motzi מוציא – truyền thống đọc kinh phước lành trước khi ăn bánh mì
8. Matzo מצה – truyền thống đọc kinh ban phước lành trước khi ăn bánh đa do thái matzo
9. Maror מרור – ăn rau đắng maror
10. Koreich כורך – ăn một cái bánh sandwich kẹp bánh đa do thái và rau đắng
11. Shulchan oreich שולחן עורך – lit. "set table"—the serving of the holiday meal
12. Tzafun צפון – ăn miếng bánh matzo bự to lớn hơn afikoman
13. Bareich ברך – đọc kinh cầu nguyện sau bữa ăn và người do thái uống ly rượu vang thứ ba
14. Hallel הלל – đọc kinh cầu nguyện Hallel, truyền thống đọc kinh cầu nguyện trong những ngày lễ hội; người do thái uống ly rượu vang thứ tư
15. Nirtzah נירצה – kết luận

Mười lăm phần này là song song với mười lăm bước trong đền thờ ở Jerusalem mà người Lê Vi đã bước lên trong thời gian phụng vụ đền thánh, và được kỷ niệm đến trong 15 15 Psalms (#120–134) còn được biết đến với cái tên là Shir HaMa'alot (Tiếng Hebrew: שיר המעלות.
Trong bữa ăn thì có nhiều câu hỏi và cũng như nhiều câu trả lời và tất nhiên cũng có những cuộc tranh luận đầy kịch tính để kích thích óc tưởng tượng, trí sáng tạo, và sự tò mò thích thú của trẻ em người Do Thái. Dĩ nhiên thì trẻ em cũng có phần thưởng với đậu, kẹo ngọt, hay quà vặt khi các em tham gia vào cuộc tranh luận, khi các em đặt câu hỏi, và khi các em trả lời câu hỏi. Tương tự như vậy, họ khuyến khích thiếu nhi tìm kiếm các miếng bánh matzo bự to lớn afikoman, là những miếng bánh đa do thái sẽ được ăn cuối cùng trong bữa ăn. Sự tham gia của khán giả và sự tương tác là lề luật, và nhiều người trong gia đình kéo dài bữa ăn tới buổi ban đêm với các cuộc thảo luận sôi nổi và ca hát nhiều. Bữa ăn kết thúc với những ca khúc khen ngợi và củng cố đức tin vào Thiên Chúa được in trong Haggadah, bao gồm bài dân ca Chad Gadya ("Một đứa trẻ nhỏ" hoặc "Một con dê nhỏ").

## Ảnh hưởng đến những tôn giáo khác

### Ki tô giáo
Nghi lễ Cơ đốc Thứ năm Tuần Thánh phát hiện nguồn gốc của ngày lễ có từ lễ Vượt Qua của Người Do thái, đêm mà người ta thường nghĩ đến Bữa Tiệc Ly.